# Акколь (Алматинская область)
Акколь (каз. Ақкөл) — село в Балхашском районе Алматинской области Казахстана. Административный центр Аккольского сельского округа. Код КАТО — 193637100.

## Население
В 1999 году население села составляло 759 человек (392 мужчины и 367 женщин). По данным переписи 2009 года, в селе проживали 583 человека (306 мужчин и 277 женщин).

## История
С апреля 1929 Акколь был районным центром Балхашского района. В апреле 1930 года жители окрестных аулов подняли восстание, в ходе которого Акколь был захвачен, а госучреждения разгромлены. Восстание было относительно быстро подавлено. Однако ровно через год произошло ещё одно восстание, после чего районная администрация переехала в Баканас.

## Топографические карты
- Лист карты L-43-104 Акколь. Масштаб: 1 : 100 000. Состояние местности на 1983 год. Издание 1987 г.